# أول 100 يوم من رئاسة باراك أوباما
بدأت أول 100 يوم من رئاسة باراك أوباما في 20 يناير 2009، يوم تنصيب أوباما بوصفه الرئيس الرابع بعد الأربعين للولايات المتحدة. اتخذت الأيام المئة الأولى من الفترات الرئاسية معنىً رمزيًّا منذ فترة فرانكلن د. روزفلت الأولى بعد توليه منصبه رئيسًا للجمهورية، وتعتبر هذه المدة الزمنية مقياسًا معياريًّا للنجاح المبكر لرئيس ما. كان اليوم المئة من رئاسته 29 أبريل 2009. صرح أوباما أنه يجب ألا يحاسب فقط بأول مئة يوم من توليه الرئاسة: «أول مئة يوم ستكون فترةً مهمة، ولكن الأرجح أن أول ألف يوم هي التي ستصنع الفرق».

رئيس الولايات المتحدة الرابع والأربعين باراك حسين أوباما

بدأ أوباما رسميًّا بوضع بصمته الرئاسية في أول مئة يوم له. وبدأ سريعًا بمحاولة الترويج لدعم حزمة الحوافز الاقتصادية الخاصة به، قانون الانتعاش وإعادة الاستثمار الأمريكي لعام 2009. أقر مجلس النواب القانون في 28 يناير 2009، بتصويت 244-188، وأقره مجلس الشيوخ في 10 فبراير بهامش تصويت 61-37.
من إنجازات أوباما خلال أول مئة يوم توقيع قانون ليلي لدبتر للأجور العادلة لعام 2009 الذي خفف قوانين التقادم المسقط  لقضايا التقاضي العادل للأجور، وتوقيع البرنامج الموسع لتأمين رعاية الولاية للطفل، والفوز بموافقة على قرار ميزانية للكونغرس يولي الكونغرس رسميًّا مسؤولية التعامل مع تشريعات إصلاح الرعاية الصحية الكبرى في عام 2009، وتطبيق توجيهات أخلاقية جديدة مصممة للحد من تأثير جماعات الضغط على الإدارة التنفيذية، والتحول عن سياسات إدارة بوش في العديد من الجبهات، باستثناء العراق، حيث تابع سحب إدارة بوش للجيش الأمريكي من العراق، ودعم إعلان الأمم المتحدة الخاص بالتوجه الجنسي والنوع الاجتماعي، ورفع الحظر الممتد لسبع سنوات ونصف على التمويل الفدرالي لأبحاث الخلايا الجذعية الجنينية. أمر أيضًا بإغلاق معتقل غوانتانامو في كوبا، ولكنه بقي قائمًا، بالإضافة إلى رفع بعض القيود الخاصة بالسفر والأموال في الجزيرة.
بنهاية أول مئة يوم، كان 65% من الأمريكيين مؤيدين لما يفعله أوباما، و29% معترضين. وفق أول استبيان ربع سنوي لغالوب في أبريل، فقد حصل أوباما على نسبة تأييد 63%. بدأت غالوب بتتبع نسب تأييد الرؤساء في أول ربع سنة منذ آيزنهاور في عام 1953. حصل الرئيس كينيدي على أعلى النسب في أبريل 1961 بحصوله على نسبة تأييد بلغت 74%. نسبة أوباما البالغة 63% هي رابع أعلى نسبة، وهي الأعلى منذ الرئيس كارتر الذي حصل على نسبة تأييد 69%. بلغت نسبة تأييد ريغان في أول ربع سنة له 60% في عام 1981، في حين جورج إتش دبليو بوش (الأب) على 57% في عام 1989، وكلينتون 55% في 1993، وجورج دبليو بوش 58% في 2001.

## خلفية تاريخية
خلال الكساد الكبير، وعد روزفلت بمبادرات مفصلية خلال أول 100 يوم من ولايته. وضع تشريع الصفقة الجديدة الذي تمكن من إقراره معيارًا لعمل الرؤساء اللاحقين قيس أداؤهم من خلاله. ورغم كونها أقل أهمية، يقارن بعض المحللين بين أداء الرؤساء خلال أول مئة يوم من الفترة الرئاسية الثانية.
صرح أوباما ورؤساء سابقون تصريحات تخفف من شأن أهمية أول مئة يوم من توليهم الرئاسة. قال جون ف. كينيدي مرةً أن مهمته قد لا تتحقق أبدًا: «وهذا لن يتم في أول مئة يوم. ولا حتى في أول ألف يوم، ولا في فترة تولي هذه الإدارة، وربما لا يتم حتى خلال فترة حياة هذا الكوكب. ولكن دعونا نبدأ».
كان الترقب لأول مئة يوم من إدارة أوباما كبيرًا بعد أن أصبح المرشح الأرجح بشكل واضح للحصول على الرئاسة. في أول مقابلة له مع برنامج 60 دقيقة بعد الانتخابات قال أوباما إنه كان يدرس أول مئة يوم لروزفلت. شملت حملة هيلاري كلينتون الانتخابية، التي فهمت أهمية ورمزية أول مئة يوم، خطة عمل محددة لأول مئة يوم.
عندما بدأ باراك أوباما تحضيره لأول 100 يوم خلال الفترة الانتقالية للرئاسة بعد انتخابه، صرح بأن أمريكا لا يمكن أن يكون لها أكثر من رئيس في الوقت ذاته، وخاصة فيما يتعلق بالشؤون الدولية. يكون الرؤساء خلال أول مئة يوم من توليهم الحكم عرضةً للمراقبة والتدقيق الشديد، وكانت نية أوباما محاولة تنفيذ عدة خطط تجري مراقبتها عن كثب عندما كان يتجه يقدم على بداية تلك الفترة.

## التغطية الإعلامية
رغم محاولته التقليل من شأن أهميتها، كانت أول 100 يوم لأوباما مرتقبةً بشدة منذ أصبح المرشح الأقرب. حتى أن محطات إخبارية، كفوكس نيوز وسي بي إس نيوز أقامت منصات إلكترونية خاصة مكرسة لتغطية الموضوع. تطرق المعلقون تحديدًا للتحديات والأولويات في مجالي السياسة المحلية والأجنبية، وللقضايا الاقتصادية، ولموضوع البيئة. عددت سي إن إن عددًا من القضايا الاقتصادية التي «سينبغي على أوباما وفريقه مواجهتها في أول مئة يوم لهم»، وفي مقدمتها تطبيق حزمة تعافي اقتصادي لمواجهة الأزمة المالية التي كانت قائمةً حينها. حتى إم إس إن بي سي التي لم تستخدم المنصات الإلكترونية أقرت بأهمية أول مئة يوم لأوباما عن طريق الحديث عنها في عناوينها الإخبارية. أصدرت خدمة بي بي سي وورلد نتائج استطلاع رأي عن أول يوم لأوباما في الرئاسة شمل أكثر من 17,000 شخصًا في 17 بلدًا؛ أظهر الاستطلاع أن 67% توقعوا أن أوباما سيعزز علاقات الولايات المتحدة الخارجية، و80% من الإيطاليين والألمان آمنوا أن علاقات الولايات المتحدة مع بقية العالم ستتحسن تحت إدارة أوباما.
عبر كلايف ستافورد سميث، محامٍ بريطاني مختص بحقوق الإنسان، عن آماله بإغلاق أوباما لمعتقل غوانتانامو خلال هذه الفترة الزمنية. كذلك فقد كان هناك تكهنات في جاكرتا بشأن عودته إلى مدينته السابقة خلال أول مئة يوم بعد إعلان مستشاريه الرئاسيين عن نيته بإلقاء خطاب سياسة خارجية هام في عاصمة دولة مسلمة.
خصصت صحيفة نيويورك تايمز سلسلة لخمسة أيام، امتدت خلال أسبوعين، لتحليلات متوقعة خاصة بأول مئة يوم لأوباما. وفي كل يوم كان تحليل خبير سياسي تتبعه منشورات حرة التحرير على المدونة من القراء. قارن الكتّاب بدايات أوباما بالأوضاع التي صاحبت بدايات كل من فرانكلين د. روزفلت (16 يناير و2 فبراير، جان إدوارد سميث)، وجون ف. كينيدي (19 يناير و10 فبراير، ريتشارد ريفز)، وليندون ب. جونسون (23 يناير، روبرت دالك)، ورونالد ريغان (27 يناير، لو كانون)، وريتشارد نيكسون (4 فبراير، روجر موريس).
حتى المجموعات الحقوقية كمنظمة العفو الدولية خططت لاستراتيجيات خاصة لرفع الأهمية الاستراتيجية والسياسية لأول مئة يوم؛ نظمت المجموعة حملة لمئة يوم لأجل حقوق الإنسان.

## أحداث أخرى بارزة
في 19 مارس، أصبح أوباما أول رئيس يظهر على برنامج حواري ليلي أثناء توليه الرئاسة عندما كان ضيف برنامج ذا تونايت شو ويذ جيه لينو (برنامج الليلة مع جيه لينو). في 2 أبريل، حضر أوباما قمة مجموعة العشرين في لندن. في 17-19 أبريل حضر القمة الخامسة للأمريكتين حيث التقى برئيس فينزويلا هوغو تشافيز، عدو واشنطن منذ زمن طويل، الذي صافحه وأعطاه كتاب لاس فيناس أبيرتاس دي أمريكا لاتينا (الشرايين المفتوحة لأمريكا اللاتينية) للكاتب إدواردو غاليانو بحضور الإعلام. في 28 أبريل، اليوم التاسع والتسعين من رئاسة أوباما، عاد السيناتور أرلين سبيكتر (ديمقراطي سابق تحول إلى الحزب الجمهوري في عام 1966) إلى الحزب الديمقراطي من جديد. زاد سبيكتر عدد أعضاء مجلس الشيوخ التابعين للحزب الديمقراطي ليبلغ 59، أقل من العدد المطلوب لمنع التعطيل بواحد. بنهاية أول مئة يوم، بقي أكثر من 100 مقعد قضائي فدرالي غير مشغول.